# Заркевич, Владимир Николаевич
Владимир Николаевич Заркевич (27 июля 1910 — 6 мая 1994) — полковник НКВД, начальник Орджоникидзевского военного училища МВД СССР в 1957—1962 годах.

## Биография
Русский, в рядах РККА с 1933 года. Член ВКП(б). Окончил в мае 1941 года Военную академию имени М. В. Фрунзе. Участник Великой Отечественной войны, начальник штаба 37-й конвойной дивизии войск НКВД. В годы войны был представителем Начальника конвойных войск НКВД по отконвоированию пленных с 1-го Прибалтийского и 3-го Белорусского фронтов (а именно попавших в плен в ходе боёв в Восточной Пруссии) в тыловые лагеря войск НКВД. В послевоенные годы участвовал в операциях против белорусских националистических вооружённых группировок и против «лесных братьев» в Эстонии.
С 18 января 1957 года по 12 ноября 1962 года — начальник Орджоникидзевского военного училища МВД СССР. В дальнейшем бессменный член правления Северо-Осетинского фонда культуры, известный в Орджоникидзе филокартист, автор коллекции дореволюционных открыток Воронежа и сооснователь каталога «Воронеж и его окрестности на старых почтовых открытках».

## Награды
- Орден Красного Знамени[2]
- Орден Красной Звезды (трижды)[2][5], в том числе:
  - 27 июля 1945 — за образцовое выполнение боевых заданий Командования на фронте борьбы с немецкими захватчиками и проявленные при этом доблесть и мужество[1]
- Орден Отечественной войны I[2] и II степеней[6]
- Медаль «За боевые заслуги»[2][7] — «за выслугу лет»[1]
- Медаль «За победу над Германией в Великой Отечественной войне 1941—1945 гг.»[2][8][9]